# Ono no Takamura

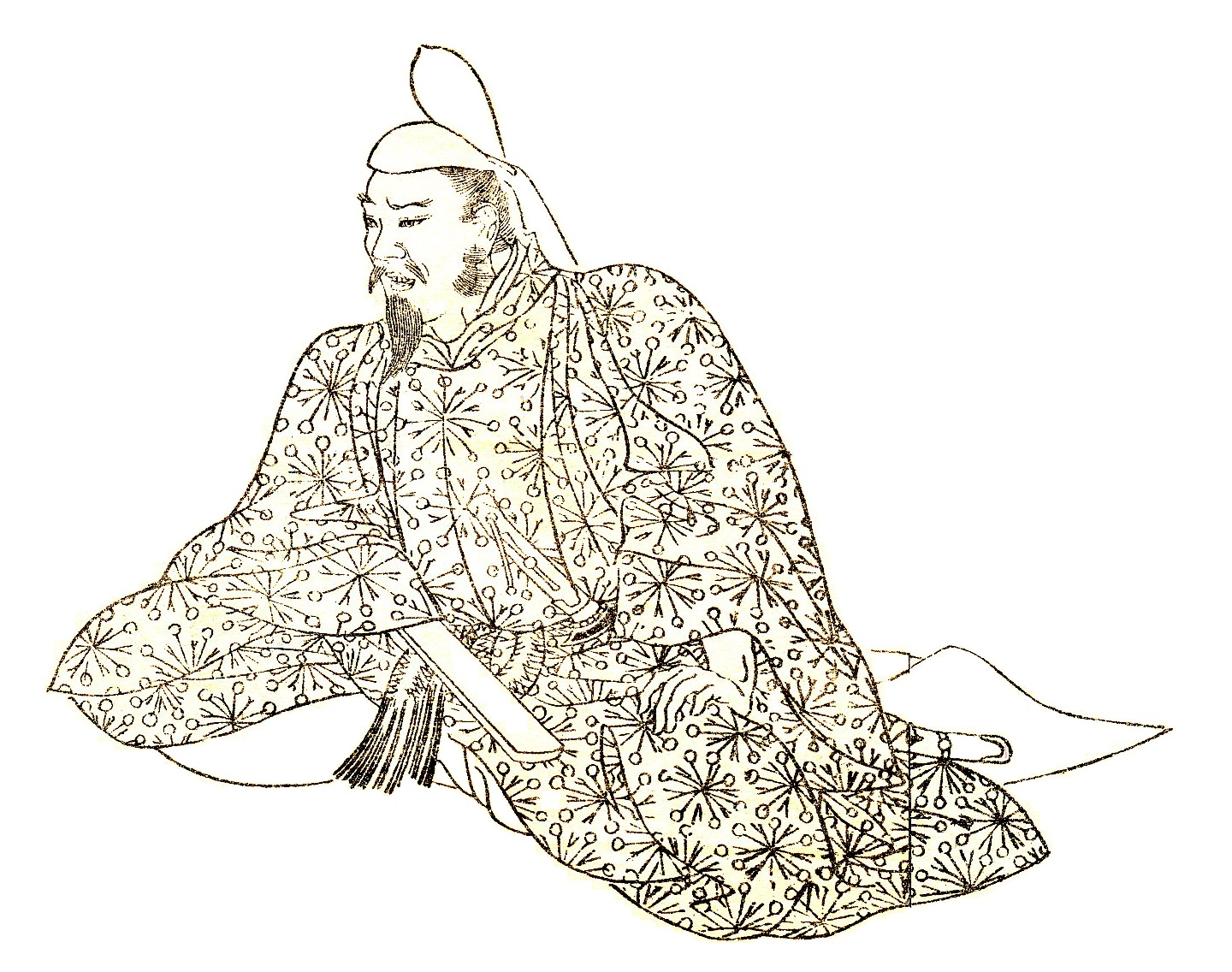
Ono no Takamura, por Kikuchi Yosai.

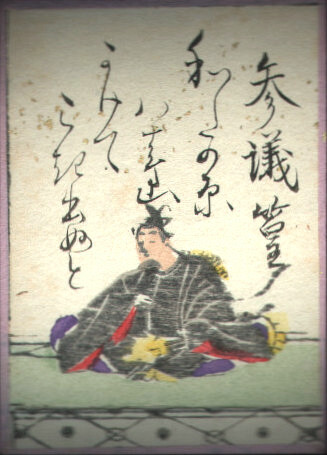
Ono no Takamura, en el Hyakunin Isshu.

Ono no Takamura (小野篁?   802 - 3 de febrero de 853) o Sangi Takamura (参議篁?) fue un poeta, burócrata y erudito japonés que vivió a comienzos de la era Heian.

## Biografía
Fue descendiente de Ono no Imoko quien participó en una embajada imperial japonesa a China, su padre fue Ono no Minemori y fue abuelo de Ono no Michikaze, uno de los tres famosos calígrafos (三跡 sanseki?). También fue antecesor directo de la poetisa Ono no Komachi. 
En 834 fue nombrado para una embajada a China, pero en 838 luego de una riña con el líder de la misión, Fujiwara no Tsunetsugu, abandonó su trabajo pretendiendo estar enfermo, y ocasionó la ira del retirado Emperador Saga quien lo exilió a la provincia de Iki. En los dos años siguientes recuperó la confianza de la Corte y regresó a la capital, siendo promovido a Sangi.

## Leyendas
A Takamura se le atribuyen varias historias fantásticas y leyendas. Una de las más conocidas es que él reclamaba que todas las noches descendía al infierno para ayudar al diablo (閻魔大王 enma daiō?) en sus juicios. En la ciudad de Sataku, prefectura de Kioto, existe una tumba a la cual se le atribuye, cerca de su tumba está una tumba marcada como Murasaki Shikibu, con una leyenda en el que se cree que fue escrito por el propio diablo como castigo a la lujuria por el cual Murasaki Shikibu descendió al infierno.
En el Ujishūi Monogatari existe una historia el cual se menciona a Takamura. Un día en el palacio del Emperador Saga alguien hizo un pergamino que tenía escrito "無善悪". Ninguna persona en el palacio era capaz de descifrar el significado. El emperador ordenó a Takamura a que lo leyera, y el respondió: "Sin el mal no hay bondad" (悪無くば善からん saga nakuba yokaran?), leyendo el carácter de mal (悪 aku?) como "Saga" para indicar el nombre del emperador. El emperador estuvo enojado por su audacia e hizo una acusación de que Takamura era el único capaz de leer el pergamino y por lo tanto era quien lo había escrito. Takamura, sin embargo, estaba suplicando su inocencia, diciendo que solamente estaba descifrando su significado. El emperador respondió: "Oh, si eres capaz de descifrar cualquier escrito, ¿puedes hacer esto?" y le preguntó a Takamura cómo se leía una fila de doce caracteres para niño (子?): "子子子子子子子子子子子子". Takamura respondió inmediatamente: neko no ko no koneko, shishi no ko no kojishi (猫の子の子猫、獅子の子の子獅子?), usando las diferentes lecturas del carácter: ne, ko y shi/ji; así que traducido es "el hijo del gato (猫 neko?), el gatito (子猫 koneko?), y el hijo del león (獅子 shishi?), el cachorro (子獅子 kojishi?)". El emperador estuvo impresionado por la habilidad de Takamura y le absolvió del cargo.
También Takamura es el personaje principal en la historia Takamura Monogatari.

## Poesía
Como poeta, seis de sus waka fueron incluidos en la antología imperial Kokin Wakashū y uno de sus poemas fue incluido en el Ogura Hyakunin Isshu.